# Marmolejo
Pour l’article homonyme, voir Marmolejo (Jaén).
Le Marmolejo est un sommet volcanique des Andes, à la frontière entre l'Argentine et le Chili.
Il culmine à 6 109 mètres d'altitude. Il s'agit d'un stratovolcan du Pléistocène, situé juste au nord du volcan actif San José. Il a la particularité d'être le sommet de plus de 6 000 mètres le plus méridional du monde.

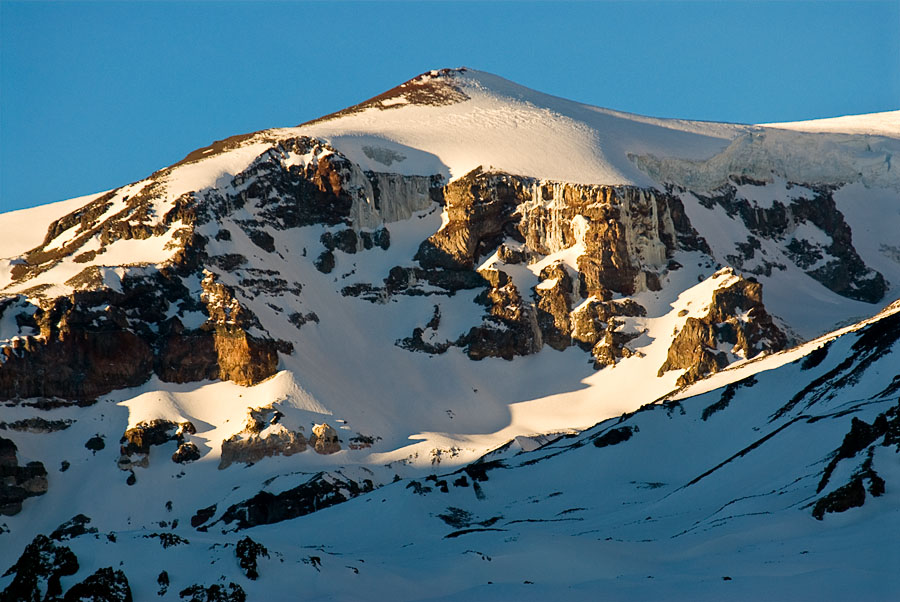
Vue du sommet du Marmolejo.